# Chiles en nogada
 (juin 2025).

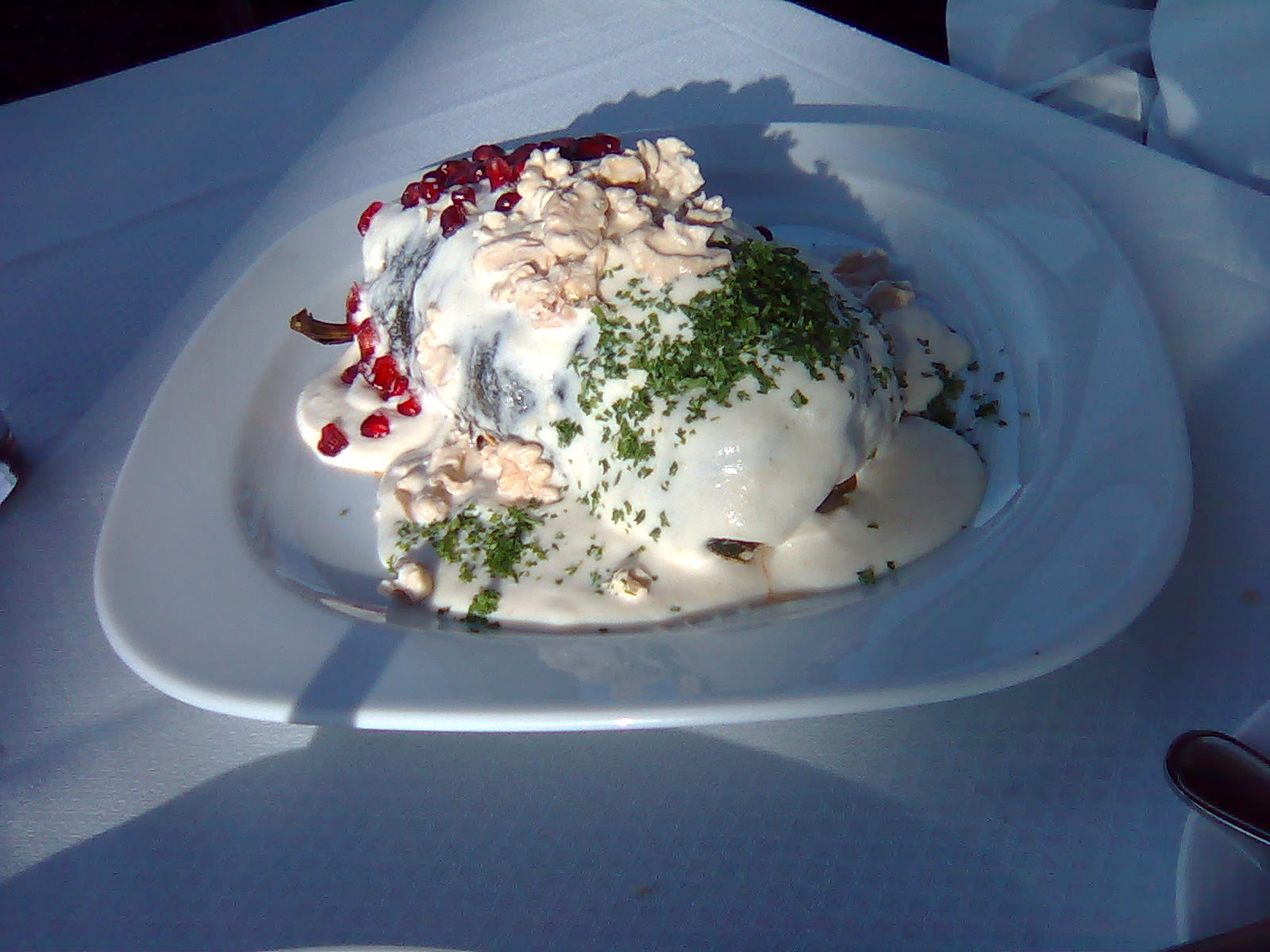
Présentation du plat.

Les chiles en nogada ˈtʃi.les.en.nɔ.ˈɰa.da sont un plat de cuisine mexicaine typique de l'État de Puebla. Il se prépare à partir de chiles poblanos, des piments de grande taille et à faible teneur en capsaïcine, que l'on farcit de picadillo à base de porc, et d'une sauce aux noix (la nogada, dérivé de nogal, « noyer »).  Le tout est garni de graines de grenade.
Il se consomme généralement à la fin de l'été ou au début de l'automne lors de la saison des noix.
Les ingrédient principaux de la recette dite originale sont cultivés dans l'État de Puebla : en plus du chile poblano produit dans les champs de Calpan et d'autres villages près du volcan Popocatepetl, on retrouve la pomme "panochera", la grenade, la pèche et la poire créoles, et la noix de Castille.

## Histoire et culture populaire
La légende veut que le plat ait été élaboré pour la première fois le 28 août 1821, par le peuple de Puebla, plus précisément par des nonnes du couvent de Santa Mónica, en l'honneur du « consommateur » de l'indépendance mexicaine, Agustín de Iturbide. Sur le chemin de retour après la signature du traité de Córdoba, Iturbide aurait été invité pour déguster un plat conçu exprès pour lui pour fêter sa victoire, mais aussi le jour de saint Augustin,,,. 
On rapporte aussi que l'empereur du Mexique indépendant était particulièrement friand de ce plat, dont la symbolique des couleurs seyait à son armée : le vert des piments (espérance), le blanc de la sauce (pureté) et le rouge des graines de grenade (passion pour la patrie) reproduisent les couleurs du nouveau drapeau mexicain,.
Cependant, plusieurs chercheurs actuels affirment que l'histoire autour d'Iturbide et les nonnes n'est qu'un mythe. Eduardo Merlo dit que le plat fait partie des livres de recettes du XVIIIe siècle, mais il s'agissait d'un dessert et le piment n'était farci que des fruits, tandis que Lilia Martínez n'a pas trouvé la mention du plat dans les registres du banquet offert à Iturbide dans les Archives historiques de la mairie de Puebla,.
D'autre part, le premier livre national de recettes, El cocinero mexicano (1831), inclut différentes versions de piments de Puebla farcis ou "chiles rellenos" mais aucune qui ressemble à celle des chiles en nogada comme on les connait à l'heure actuelle. Un possible responsable du mythe serait donc un écrivain de Puebla, Carlos de Gante qui en 1929 a écrit un article qui parle des "dames de Puebla" qui ont voulu célébrer le héros Iturbide. En tout cas, les historiens considèrent le mite comme une construction post-révolutionnaire qui aide à nourrir un nouveau récit nationaliste,.
Les chiles en nogada sont ainsi devenus un plat national, que l'on prépara lors de la fête de l'indépendance, le 16 septembre,. Plus généralement, il se consomme surtout à la fin de l'été ou au début de l'automne lors de la saison des noix.  La ville de Puebla organise fin août un festival du chile en nogada.